# 275. п. н. е.

## Догађаји
- Епирски краљ Пир се са Сицилије враћа у јужну Италију где га чека бројчано надмоћнија римска војска под командом конзула Манија Курија Дентата. Након што се битка код Беневента заврши тактички нерешено, римски командант и државник Гај Фабриције Лускин започиње мировне преговоре. Пир пристаје да се врати у Епир, заврши походе и тиме се де факто одриче свих својих италијанских поседа.